# 弱角龍科
弱角龍科（Bagaceratopidae）是角龍亞目新角龍類的一科，是由Vladimir Alifanov在2003年建立，當時包含弱角龍、矮腳角龍、喇嘛角龍、扁角龍，但Alifanov並沒有做出定義與範圍。在2005年，保羅·賽里諾（Paul Sereno）認為Alifanov沒有做出定義與範圍，因此將弱角龍科列為無效的分類單元。在2008年，Alifanov把巨嘴龍、新命名的戈壁角龍加進弱角龍科。Alifanov同時提出，弱角龍科起源自亞洲，不同於其他新角龍類的科。
弱角龍科生存於白堊紀晚期，約8580萬到7060萬年前。